# お気楽娘はアロハオエ
「お気楽娘はアロハオエ」（おきらくむすめはあろはおえ）は、ブカブカの2ndシングル。CDコードはSRDL3859。

## 収録曲
1. お気楽娘はアロハオエ
  - 作詞：森雪之丞　作曲、編曲：野村義男
2. 夢は負けない
  - 作詞：横山武　作曲：谷本新　編曲：鶴由雄
3. お気楽娘はアロハオエ（オリジナル・カラオケ）

## タイアップ
- フジテレビ系テレビアニメ『ツヨシしっかりしなさい』5代目エンディングテーマ（#1）。
- フジテレビ系テレビアニメ『ツヨシしっかりしなさい』挿入歌（#2）。